# Muzeum Sportu w Olsztynie
Muzeum Sportu im. Mariana Tadeusza Rapackiego – olsztyńska instytucja gromadząca zbiory z dziedziny sportu.
Muzeum powstało z inicjatywy społecznej w 1988 roku. Jego pierwszą siedzibą była świetlica klubowa przy stadionie OKS (obecnie stadion OSiR-u) przy al. Piłsudskiego. Oficjalne otwarcie nastąpiło 12 maja 1989 roku. Od 14 października 2004 roku siedzibę muzeum stanowiła Hala Urania. 20 października 2009 muzeum nadano imię Mariana Tadeusza Rapackiego.
W 2021 muzeum tymczasowo przeniesiono do V Liceum Ogólnokształcącego. Po zakończeniu przebudowy Hali Urania ma wrócić do dotychczasowej siedziby.
W muzeum znajdują się eksponaty dotyczą sportowców wywodzących się z Olsztyna oraz Warmii i Mazurach.
Działy muzealne:
- dział sportu miasta Olsztyn oraz sportu Warmii i Mazur
- dział „Ludzie Sportu”
- dział dokumentacji fotograficznej
- dział ogólny „Sport Polski”
- biblioteka
- wideoteka